# Balança de pagaments
La balança de pagaments és un document comptable on s'enregistren de manera sistemàtica totes les transaccions amb la resta del món pels residents d'un país, i la dels residents de la resta del món amb el país durant un període. Els criteris han estat fixats pel Fons Monetari Internacional i la que elabora el govern espanyol se subdivideix en tres subbalances.

## Subdivisions de la balança de pagaments
I - Compte corrent
- Béns i mercaderies
- Serveis
- Rendes
- Transferències corrents

II - Compte de Capital
- Transferències de capital
- Adquisicions i vendes d'actius no produïts no financers

III - Compte financer
- Inversions directes
- Inversions de cartera
- Altres inversions
- Variació de reserves

## Estructura interna
Cada subbalança és dividida en dues columnes amb estructura comptable, una per a ingressos i l'altra per a pagaments. En una tercera hi ha el saldo.
- A la de Béns i Mercaderies, hi haurà exportacions en els ingressos i importacions en els pagaments. S'anotarà el valor de les compres i vendes entre residents i no residents, i es prendrà com a valor el preu FOB (sense incloure assegurances ni transport).
- A la de serveis, els ingressos i pagaments resultants dels serveis prestats a l'estranger pels residents, i els prestats als residents a l'estranger (transports, assegurances, nolis, comunicacions, serveis personals i recreatius, etc.), així com els arrendaments.
- A la de Rendes, a la d'ingressos hi haurà sous i salaris, interessos i dividends i rendes obtingudes, mentre que a la de pagaments hi haurà rendes satisfetes i pagaments al capital i treball estrangers.
- A les transferències corrents, les transaccions unilaterals de caràcter corrent.
- A la de transferències de capital, a la d'ingressos inclourem les remeses dels emigrants, subvencions per compensació de preus agrícoles rebuts del FEOGA-garantia, del Fons Social Europeu com ajut a l'ocupació i a la formació professional, així com les subvencions a l'explotació. A la de pagaments, les remeses dels immigrants i les aportacions a la Unió Europea (recurs IVA, recurs PNB i recursos propis tradicionals).
- A les adquisicions i vendes d'actius no produïts no financers les compres i vendes de terra, subsòl i propietat incorporal (patents, drets d'autor).
- Als comptes financers hi anirà les inversions estrangeres a Espanya en els ingressos i les inversions espanyoles a l'estranger als pagaments.
- A les inversions directes, inversions en immobles, entrada i sortida de capitals per a obtenir una posició del 10% o superior de capital en una empresa (aleshores les operacions del finançament entre filial i matriu es considerarien inversió directa).
- A les inversions de cartera, les operacions amb valors negociables la finalitat dels quals és la d'obtenir rendibilitat (inferior al 10%).
- A les altres inversions, operacions de préstecs, dipòsits a l'estranger i de no residents.
- Pel que fa a la variació de reserves, són actius financers controlats per l'Autoritat Monetària (no pas drets especials de gir, divises i posició de reserves al FMI), només als pagaments inclourem els increments de reserves (amb signe positiu) o les disminucions de reserves (amb signe negatiu).

Finalment, al saldo es restaran els imports de les dues columnes. La suma total de saldos ha de donar zero.
Pot ser excedentària o deficitària.